# Барбадос на Светском првенству у атлетици у дворани 2016.
Барбадос је учествовао на 16. Светском првенству у атлетици у дворани 2016. одржаном у Портланду (САД) од 17. до 20. марта седми пут. Репрезентацију Барбадоса представљала су 3 атлетичара (2 мушкарца и 1 жена) који су се такмичили у 3 дисциплине (2 мушке и 1 женска).,
На овом првенству Барбадос су по броју освојених медаља делила 28. место са 1 бронзаном медаљом. У табели успешности према броју и пласману такмичара који су учествовали у финалним такмичењима (првих 8 такмичара) Барбадос је са 2 учесника у финалу делио 30. место са 7 бодова.
| Плас. | Земља    | 1. место | 2. место | 3. место | 4. место | 5. место | 6. место | 7. место | 8. место | Бр. финал. | Бод. |
| ----- | -------- | -------- | -------- | -------- | -------- | -------- | -------- | -------- | -------- | ---------- | ---- |
| =30.  | Барбадос | 0        | 0        | 1        | 0        | 0        | 0        | 0        | 1        | 2          | 7    |

## Учесници
| Мушкарци: - Рамон Гитенс — 60 м - Антоан Гакеме — 800 м | Жене: - Шина Гудинг — 800 м |  |

## Освајачи медаља (1)

### Бронза (1)
- Рамон Гитенс — 60 м

## Резултати

### Мушкарци
| Атлетичар     | Дисциплина   | Лични рекорд | Квалификације | Квалификације | Полуфинале  | Полуфинале | Финале   | Финале      | Детаљи |
| Атлетичар     | Дисциплина   | Лични рекорд | Резултат      | Место         | Резултат    | Место      | Резултат | Место       | Детаљи |
| ------------- | ------------ | ------------ | ------------- | ------------- | ----------- | ---------- | -------- | ----------- | ------ |
| Рамон Гитенс  | 60 м         | 6,60         | 6,61 КВ       | 2. у гр. 1    | 6,53 КВ, НР | 2. у гр. 1 | 6,51 НР  |             |        |
| Шејн Бретвајт | 60 м препоне | 7,66         | 7,68 КВ       | 3. у гр. 4    | 7,64 КВ, ЛР | 3. у гр. 1 | 7,88     | 8 / 27 (28) |        |

### Жене
| Атлетичарка | Дисциплина | Лични рекорд | Квалификације | Квалификације | Полуфинале            | Полуфинале            | Финале                | Финале       | Детаљи |
| Атлетичарка | Дисциплина | Лични рекорд | Резултат      | Место         | Резултат              | Место                 | Резултат              | Место        | Детаљи |
| ----------- | ---------- | ------------ | ------------- | ------------- | --------------------- | --------------------- | --------------------- | ------------ | ------ |
| Ешли Маршал | 60 м       | 7,29 НР      | 7,38          | 5. у гр. 1    | Није се квалификовала | Није се квалификовала | Није се квалификовала | 27 / 44 (45) |        |